# Dryinus
Dryinus is een geslacht van vliesvleugelige insecten uit de familie van de tangwespen (Dryinidae).

## Soorten
- D. albrechti (Olmi, 1984)
- D. balearicus Olmi, 1987
- D. berlandi (Bernard, 1935)
- D. canariensis (Ceballos, 1927)
- D. collaris (Linnaeus, 1767)
- D. corsicus Marshall, 1874
- D. dayi (Olmi, 1984)
- D. gryps (Reinhard, 1863)
- D. ibericus (Olmi, 1990)
- D. maroccanus (Olmi, 1984)
- D. niger Kieffer, 1904
- D. sanderi Olmi, 1984
- D. tarraconensis Marshall, 1868
- D. tussaci Olmi, 1989